# Friedrich Knilli

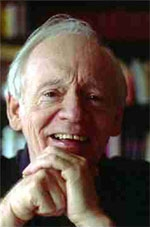
Friedrich Knilli (2009)

Friedrich Knilli (* 14. Februar 1930 als Friedrich Venier in Fehring, Steiermark; † 1. Februar 2022 in Berlin) war ein deutsch-österreichischer Medienwissenschaftler.

## Leben
Friederich Knilli wurde 1930 als Friedrich Venier geboren und übernahm später den Familiennamen seines Onkels Josef Knilli. Friedrich Knilli studierte in Graz Maschinenbau und anschließend in Tübingen, München und Graz Psychologie (Promotion 1959) und Allgemeine Literaturwissenschaft (Habilitation 1972). Ab 1960 lebte er als freier Schriftsteller, wobei er vor allem für den Österreichischen und Süddeutschen Rundfunk arbeitete.
Bekannt wurde Knilli vor allem durch sein Buch Das Hörspiel. Mittel und Möglichkeiten eines totalen Schallspiels (1961), in dem er eine Gegenposition zum damaligen „Hörspielpapst“ Heinz Schwitzke und dessen Definition vom Hörspiel als reines Wortspiel bezog.

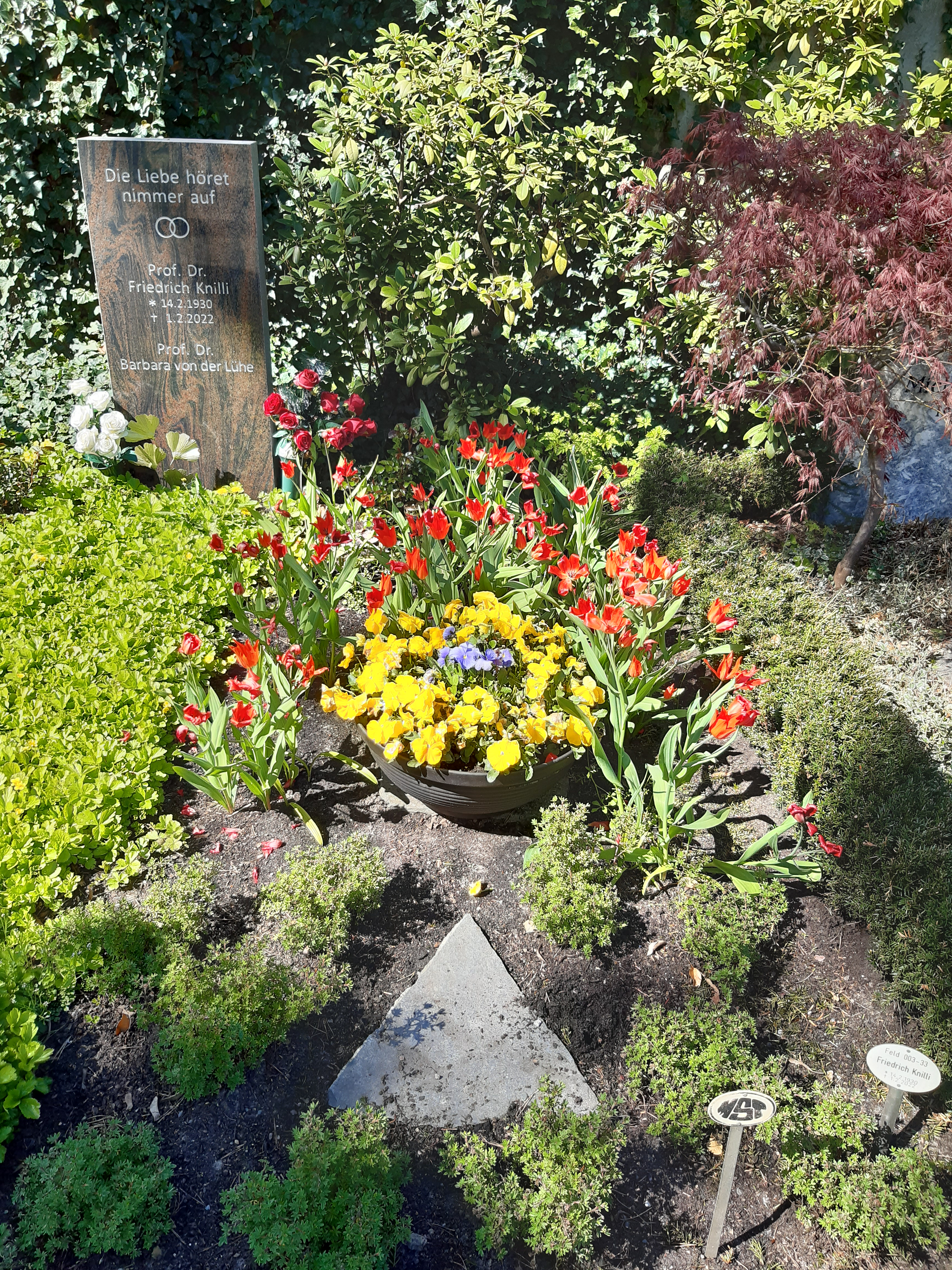
Grabstätte auf dem Friedhof Zehlendorf

Für das Drehbuch zu Auf, Sozialisten, schließt die Reihen! Deutsches Arbeitertheater 1867–1918 (Dokument Fernsehspiel, NDR 1970) bekam Knilli 1971 den Adolf-Grimme-Preis. Bei der Preisverleihung verspottete er die Jury.
Von 1972 bis zu seiner Emeritierung war Friedrich Knilli Professor für Allgemeine Literaturwissenschaft mit Schwerpunkt Medienwissenschaft an der TU Berlin. 1986 gründete er den Hauptstudiengang „Diplom-Medienberatung“, den er bis 1998 leitete.
Zu seinen weiteren Forschungsschwerpunkten zählte seit Mitte der siebziger Jahre die Darstellung der Juden in den Medien. In einem Forschungsprojekt untersuchte er mit seiner Forschergruppe die Zuschauerreaktionen auf die Ausstrahlung der Mini-TV-Serie Holocaust – Die Geschichte der Familie Weiß anhand der Zuschriften an den WDR.
Knilli schrieb die Biographie Ich war Jud Süß über den Schauspieler Ferdinand Marian, den Hauptdarsteller in dem antisemitischen Propagandafilm Jud Süß (1940) von Veit Harlan. Nach dieser Vorlage drehte Oskar Roehler 2009 seinen Film Jud Süß – Film ohne Gewissen, der 2010 im Wettbewerb der 60. Berlinale lief.
In einem kurzen Rückblick von Deutschlandfunk Kultur nach seinem Tod heißt es u. a. über Knilli: „Die mediale Auseinandersetzung mit dem Holocaust war für ihn Verkitschung von Auschwitz.“
Friedrich Knilli starb wenige Tage vor seinem 92. Geburtstag in Berlin. Er wurde auf dem Friedhof Zehlendorf (Grablage 003-33) beigesetzt.

## Werke
- 1959 Das Hörspiel in der Vorstellung der Hörer
- 1961 Das Hörspiel – Mittel und Möglichkeiten eines totalen Schallspiels, Kohlhammer Verlag, Stuttgart.
- 1963 Gewerbliche Leihbüchereien: Berichte, Analysen und Interviews, mit B. von Arnim, Thienemann Verlag, Gütersloh
- 1970 Deutsche Lautsprecher. Versuch einer Semiotik des Radios, Metzlersche J.B. Verlagsbuchhandlung, ISBN 3-476-00083-4
- 1970 Frühes deutsches Arbeitertheater 1847–1918: eine Dokumentation, mit Ursula Münchow, Akademie-Verlag.
- 1971 Einführung in die Film- und Fernsehanalyse: ein ABC für Zuschauer, mit E. Reiss und Karin Reiss, Anabas-Verlag, Steinbach
- 1971 Semiotik des Films: Mit Analysen kommerzieller Pornos u. revolutionärer Agitationsfilme, mit E. Reiss und Knut Hickethier, Hanser Verlag, München, ISBN 3-446-11376-2
- 1976 Literatur in den Massenmedien. Demontage von Dichtung?, mit Knut Hickethier und Wolf Dieter Lützen, Hanser Verlag, München, ISBN 3-446-12264-8
- 1982 Holocaust zur Unterhaltung. Anatomie eines internationalen Bestsellers; Fakten, Fotos, Forschungsreportagen, mit Siegfried Zielinski, Elefanten Press, Berlin, ISBN 3-88290-012-1
- 1982 Das Hörspiel. Mittel und Möglichkeiten eines totalen Schallspiels, Kohlhammer Verlag, Stuttgart, ISBN 3-17-088007-1
- 1982 Medienmagazin I, mit Erwin Reiss und Knuth Hickethier, Hanser Verlag, ISBN 3-446-11875-6
- 1983 Jud Süss. Filmprotokoll, Programmheft und Einzelanalysen, mit Siegfried Zielinski, Thomas Maurer und Thomas Radevagen, Volker Spiess Verlag, Berlin, ISBN 3-88435-090-0
- 1985 Lion Feuchtwanger: „… für die Vernunft, gegen Dummheit und Gewalt“, mit Walter Huder, Publica Verlag, Berlin, ISBN 3-89087-017-1
- 1985 Die Unterhaltung der deutschen Fernsehfamilie. Ideologiekritische Kurzanalysen von Serien, Hanser Verlag, ISBN 3-446-11393-2
- 1985 Betrifft: Holocaust. Zuschauer schreiben an den WDR; ein Projektbericht (mit Siegfried Zielinski, Erwin Gundelsheimer, Frank Ostermann und Heino Mass), Volker Spiess Verlag, Berlin, ISBN 3-88435-082-X
- 1986 Medium Metropole: Berlin, Paris, New York, mit Michael Nehrlich und Heino Mass, Winter Verlag, Heidelberg ISBN 3-533-03781-9
- 1991 Der elektronische Literaturbericht. Das Datenbankprogramm Jud Süß/Juden und Medien, mit Reiner Matzker in der Reihe Germanistische Medienwissenschaft Bd. 4., Peter Lang Verlag, Bern u. a., ISBN 978-3-261-04390-0
- 2000 Ich war Jud Süß. Die Geschichte des Filmstars Ferdinand Marian, mit einem Vorwort von Alphons Silberman, Henschel Verlag, ISBN 3-89487-340-X
- 2009 Das Hörspiel in der Vorstellung der Hörer. Selbstbeobachtungen, Peter Lang Verlag: Frankfurt am Main, 2009, ISBN 978-3-631-56127-0

## Hörspiele
- 1956 Pantalone, Regie: Herbert Spalke (ORF Steiermark)
- 1960 Was sieht der Hörer Eine experimentelle Untersuchung über die Anregung der Phantasie durch das Hören, Regie: Imo Wilimzig (SDR)
- 1963 Es gibt Deutsche und Deutsche, Regie: der Autor (SFB)
- 1964 Wo der Aar noch haust (ORF)
- 1969 Die Lust am Kapitalismus – Eine Radiodeklaration zusammen mit Erwin Reiss, Regie: der Autor (WDR)
- 1982 Der Jude in uns (zusammen mit Clemens Schwender, Heino Maß, Susanne Mechnich, Erwin Gundelsheimer, Elke Weisser, Sabine Nehls u. a.), Regie: Götz Naleppa (HR)
- 2018 Höllenfahrt – Ein Medienexperiment, Regie: Götz Naleppa (Deutschlandradio Kultur)

## Filme
- Auf, Sozialisten, schließt die Reihen! Deutsches Arbeitertheater 1867–1918, Drehbuch, Regie, Fernsehspiel, NDR 1970, Adolf-Grimme-Preis 1971

## Über Friedrich Knilli
- 2023: Radio in Mind – A Conversation with Friedrich Knilli, von Maria Knilli[6], Zeitschrift Interfacecritique
- 2023: Das letzte gemeinsame Projekt – Maria Knilli verabschiedet sich von ihrem Vater (von Grace Yoon), Sendung vom 15. Februar 2023
- 2023: Das Schallspiel entsteht, wenn Drähte klingen – Friedrich Knilli und sein Medienbegriff[7], von Maria Knilli, SWR 2 Essay/100 Jahre Radio, Ursendung 29. Oktober 2023
- 2025: Radio im Kopf, Buch von Maria Knilli, Friedrich Knilli, Siegfried Zielinski, Passagen Verlag, Wien

## Schriften
- Versuche mit festgelegten und nichtfestgelegten Aufführungen, in: Sprache im technischen Zeitalter, Nr. 5 (1963), Seite 423–424.
- Medien/Kultur: Schnittstellen zwischen Medienwissenschaft, Medienpraxis und gesellschaftlicher Kommunikation Taschenbuch, Herausgegeben von Knut Hickethier und Siegfried Zielinski, Spiess Verlag, 1991, ISBN 978-3-89166-117-8
- Wie aus den Medien eine Wissenschaft wurde, Exposé für eine soziobiographische Fachgeschichte, in: MEDIENwissenschaft: Rezensionen, Reviews, 1/2003, Schüren Verlag, Marburg 2003, S. 17ff. Zum Artikel
- Dreißig Jahre Lehr- und Forschungsarbeit zur Mediengeschichte des ›Jud Süß – Ein Bericht, in: Alexandra Przyrembel/Jörg Schönert (Hrsg.), »Jud Süß« Hofjude, literarische Figur, antisemitisches Zerrbild, Campus Verlag, Frankfurt am Main 2006, ISBN 3-593-37987-2
- Lion Feuchtwanger Relaunched. Zwischenberichte und Dokumente zum Stand des Internetprojektes, in: Ian Wallace (Hrsg.), Feuchtwanger and Film, Peter Lang Verlag, Frankfurt am Main 2009, S. 351–366.
- Das Internationale Lion Feuchtwanger-Jahr: Ein kritischer Rückblick – für Friedrich Knilli zu seinem 80. Geburtstag, Herausgegeben von Marduk Buscher und Oliver Turecek, Media Tec Verlag, 2010, ISBN 978-3-931387-26-6
- Grenzgänge zwischen Literatur und Medien: Festschrift für Friedrich Knilli, Herausgegeben von Barbara von der Lühe, Jakob Dittmar und Frieder Bronner, Media Consult Buscher Verlag, 2013, ISBN 978-3-932896-07-1
- Zur Genealogie des MedienDenkens – Siegfried Zielinski im Gespräch mit Peter Weibel, Boris Groys, F. Knilli, H. Belting, VALIE EXPORT, Sybille Krämer, Otto E. Rössler und weiteren Autoren. Hrsg. von Florian Hadler und Daniel Irrgang, Berlin: Kadmos, 2017, ISBN 978-3-86599-312-0.